# Romina Grillo
Romina Grillo (* 31. August oder 1. September 1984 in Como) ist eine italienische Architektin.

## Werdegang
Romina Grillo studierte bis 2009 Architektur an der Accademia di Architettura di Mendrisio und gründete 2010 mit Liviu Vasiu, Cipian Rasoiu, Matei Vlasceanu und Tudor Vlasceanu UNULAUNU in Bukarest. Sie arbeitete bei OMA in Rotterdam, bei Roger Boltshauser und Christian Kerez in Zürich. Grillo lehrte an der AAM und der ETH Zürich bei Raphael Zuber, der AAM bei Valerio Olgiati, an der Porto Academy, an der ETH Zürich und der AHO Oslo bei Christian Kerez und aktuell an der AAM. 2018 war sie Gastkuratorin bei OfHouses und 2020 gründete sie mit Liviu Vasiu grillovasiu in Zürich.

## Bauwerke
als Mitarbeiterin bei Christian Kerez:
- 2009: Schulhaus Leutschenbach

als Partnerin von unulaunu:
- 2010: Rumänischer Pavillon, Architekturbiennale Venedig[8][9]
- 2018: Ausstellungsintervention, Galerie Kolektiv Belgrad[10]
- 2018: Szenografie Persistence, Chateau Du Seuil

als Partnerin von grillovasiu:
- 2016–2018: Umbau und Erweiterung Villa, Galliate[11]
- Rezeption im Foyer des Lugano Arte e Cultura, Lugano
- Erweiterung Haus, Cerano
- Mehrfamilienhaus, Liechtenstein

## Preise
- 2010: Die schönsten Schweizer Bücher für Important Buildings. An Architectural Research on Buildings That We Recognize to Be Relevant to Us. Istituto Svizzero di Roma, Kaleidoscope Press, Milano 2010
- 2014: Weißenhof Architekturförderpreis[12]
- 2022: Swiss Art Award in der Kategorie Architektur[13][14]
- 2022: Nominierung – Swiss Architectural Award[15]

## Ausstellungen
- 2010: Rumänischer Pavillon, 12. Architekturbiennale Venedig
- 2016: Exhibition, Weissenhofgalerie Stuttgart
- 2020: Triennale di Milano
- 2022: Swiss Art Awards, Halle 1.1 der Messe Basel – Moving is allowed